# Munxar
Munxar a máltai Għawdex (Gozo) szigetének egyik helyi tanácsa. Lakossága 1019 fő (2005). Neve máltai nyelven fafűrészt jelent (ez a falunál futó két völgyre utal), a település címerében a fűrész fogai láthatók. A tanácshoz tartozik a déli part öblében épült Xlendi falu, amely 2010 márciusától részlegesen önálló tanáccsal (mini-council) rendelkezik.

## Története
Ta' Marżiena völgyében megalitikus romok utalnak a környék első lakóira, Xlendi völgyében pedig római maradványokra bukkantak. Xlendi első írásos említése 1550-ből (xilendi), Munxar első említése il monxar néven 1584-ből származik.
Málta egyik legfiatalabb települése, területileg és egyházilag mindig is Sannathoz tartozott. 1667-ben a népszámlálás Monsciar néven említi, 14 háztartásban 57 lakossal. A 17. században Xlendinél őrtorony épült az öböl védelmére. 1790-ben 79 lakosa volt. A 19. század végén Sannat plébánosa kápolnát építtetett a munxariak számára a mai templom helyén, ám ez hamar kicsinek bizonyult. Plébániatemploma 1914 és 1925 között épült. 1957. december 12-én lett önálló egyházközség, utolsóként Gozo községei közül. 1972-ben épült a többfunkciós plébániaépület, amely azóta a település kulturális, lelki és szociális életének színtere. 1994 óta Málta helyi tanácsainak egyike.
Iskolája ma sincs. Lakói főként pásztorok és földművesek, a falu életét nagyban meghatározza a közeli Sannat és Rabat.

## Önkormányzata
Munxart ötfős helyi tanács irányítja. Második tanácsa (1998) nem választással került hivatalba. A jelenlegi, hatodik tanács 2012 óta van hivatalban.
Polgármesterei:
- Joseph Debrincat (1994-1998)
- Paul Curmi (1998-2001)
- Joseph Sultana (Nemzeti Párt, 2001-)

## Ünnepe
Szent Pál, ünnepe február 10., amely nemzeti ünnep, ezért az ünnepségeket május harmadik vasárnapján tartják.

## Nevezetességei
- Xlendi-öböl és falu
- a Xlendi-környéki utak
- Bardan Heights (dombok kilátással a környékre)
- Szent Pál-plébániatemplom

## Híres szülötte
- Joseph Aquilina nyelvészprofesszor, a máltai-angol szótár írója (1911-1997)

## Közlekedés
Autóval Rabat vagy Sannat felől közelíthető meg. A rabati buszpályaudvarról a 306-os és 330-as busz érinti Munxart.